# Leonardo Zeevaert
Leonardo Zeevaert Wiechers (zitiert als: Leonardo Zeevaert; * 27. November 1914 in Veracruz; † 16. Februar 2010 in Mexiko-Stadt) war ein mexikanischer Bauingenieur.

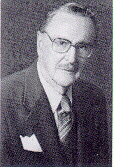
Zeevaert

Zeevaert studierte an der Nationalen Universität Mexikos (Universidad Nacional Autonóma de México) in Mexiko-Stadt mit einem Abschluss als Bauingenieur 1939. Danach ging er ans Massachusetts Institute of Technology, wo er 1940 einen Masterabschluss erhielt (Konstruktiver Ingenieurbau). 1941 wurde er Professor für Bauingenieurwesen an der Nationalen Universität Mexikos und hielt nicht nur Vorlesungen über Grundbau und Bodenmechanik, sondern auch über Hochbaukonstruktionen, erdbebensicheres Bauen und andere Aspekte des Bauingenieurwesens. Auf Einladung von Karl von Terzaghi wandte er sich der Bodenmechanik zu und untersuchte in seinem Auftrag ab 1943 die Stabilität von alten Dammbauten in Mexiko. Als Gastwissenschaftler ging er 1947 an die University of Illinois und wurde dort 1949 promoviert. Ab 1986 war er Professor Emeritus an der Nationalen Universität. Neben seiner Hochschultätigkeit war er beratender Ingenieur. Er hielt Gastvorlesungen an Universitäten in Europa, Süd- und Mittelamerika, den USA und China.
Als Wissenschaftler befasste er sich intensiv mit Bodendynamik (wo er ein frei schwingendes Torsionspendel zur Untersuchung der dynamischen Bodeneigenschaften entwickelte) und der Erdbebensicherheit von Gebäuden. Seine Messungen vom Erdbeben im Mai 1962 in Mexiko-Stadt flossen in die lokalen Erdbeben-Bauvorschriften ein. Neben der Erdbebengefährdung seiner Heimat befasste er sich auch mit geotechnischen Problemen, die der teilweise schwierige Baugrund in Mexiko-Stadt stellte und entwickelte dafür neue Gründungsverfahren. Ein wichtiges Projekt war dafür die Gründung des 43 Stockwerke hohen Hochhauses Latinoamericana Tower in Mexiko-Stadt 1947/48 (er wurde 1956 vollendet). Dort war er auch als Berater für die Stahlbau-Konstruktion tätig, die sich beim Erdbeben 1957 bewährte. Daneben war er auch an Wasserbauprojekten an der Küste, in Entwässerungsprojekten und im Hafenbau am Pazifik tätig.
1954 war er Gründungsmitglied und erster Präsident (bis 1968) der mexikanischen Gesellschaft für Bodenmechanik (Sociedad Mexicana de Mecánica de Suelos). 1961 bis 1965 war er Vizepräsident für Nordamerika der International Society of Soil Mechanics and Foundation Engineering. Er war Mitglied der Königlich Belgischen Akademie der Wissenschaften und der National Academy of Engineering. 1987 war er Terzaghi Lecturer. 1996 wurde er Ehrenmitglied der American Society of Civil Engineers (ASCE).

## Schriften
- Foundation engineering for difficult subsoil conditions, Van Nostrand-Reinhold 1982
- Interacción Suelo-Estructura de Cimentaciones Superficiales y Profundas Sujetas a Cargas Estáticas y Sísmicas, LIMUSA, Mexico 1980